# Astrodapsis
Astrodapsis is een geslacht van uitgestorven zee-egels uit de klasse van de Echinoidea. Exemplaren van dit geslacht zijn slechts als fossiel bekend.

## Soorten
- Astrodapsis antiselli Conrad, 1856 †
- Astrodapsis armstrongi Grant & Eaton in Eaton, Grant & Allen, 1941 †
- Astrodapsis arnoldi Pack, 1909 †
- Astrodapsis auguri Grant & Eaton in Eaton, Grant & Allen, 1941 †
- Astrodapsis blakei Grant & Eaton in Eaton, Grant & Allen, 1941 †
- Astrodapsis brewerianus (Remond, 1864) †
- Astrodapsis cierboensis Kew, 1915 †
- Astrodapsis clarki Grant & Eaton in Eaton, Grant & Allen, 1941 †
- Astrodapsis cutleri Grant & Eaton in Eaton, Grant & Allen, 1941 †
- Astrodapsis davisi Grant & Eaton in Eaton, Grant & Allen, 1941 †
- Astrodapsis desaixi Grant & Eaton in Eaton, Grant & Allen, 1941 †
- Astrodapsis diabloensis Kew, 1920 †
- Astrodapsis elevatum Grant & Eaton in Eaton, Grant & Allen, 1941 †
- Astrodapsis englishi Grant & Eaton in Eaton, Grant & Allen, 1941 †
- Astrodapsis galei Grant & Eaton in Eaton, Grant & Allen, 1941 †
- Astrodapsis goudkoffi Grant & Eaton in Eaton, Grant & Allen, 1941 †
- Astrodapsis gregerseni Grant & Eaton in Eaton, Grant & Allen, 1941 †
- Astrodapsis hertleini Grant & Eaton in Eaton, Grant & Allen, 1941 †
- Astrodapsis hootsi Grant & Eaton in Eaton, Grant & Allen, 1941 †
- Astrodapsis isabellae Grant & Eaton in Eaton, Grant & Allen, 1941 †
- Astrodapsis israelskyi Jordan & Hertlein, 1926 †
- Astrodapsis johnsoni Grant & Eaton in Eaton, Grant & Allen, 1941 †
- Astrodapsis kewi Jordan & Hertlein, 1926 †
- Astrodapsis nipponicus Nisiyama, 1948 †
- Astrodapsis ovalis Grant & Eaton in Eaton, Grant & Allen, 1941 †
- Astrodapsis perrini Grant & Eaton in Eaton, Grant & Allen, 1941 †
- Astrodapsis quaylei Grant & Eaton in Eaton, Grant & Allen, 1941 †
- Astrodapsis reedi Grant & Eaton in Eaton, Grant & Allen, 1941 †
- Astrodapsis salinasensis Richards, 1935 †
- Astrodapsis schencki Grant & Hertlein, 1938 †
- Astrodapsis schucherti Grant & Eaton in Eaton, Grant & Allen, 1941 †
- Astrodapsis woodringi Grant & Eaton in Eaton, Grant & Allen, 1941 †